# Nabil Souari
Nabil Souari, né le 30 avril 1975 dans le quartier Derb sultane de Casablanca, est un joueur marocain de  basket-ball. Il est mort accidentellement le 29 novembre 1999, après avoir été désigné meilleur joueur marocain dans l'équipe "Le Maghreb" de Fès.